# Discestra clausa
Discestra clausa là một loài bướm đêm trong họ Noctuidae.